# 腾冲灯台报春
腾冲灯台报春（学名：Primula chrysochlora），为报春花科报春花属下的一个种。

## 扩展阅读
維基物種上的相關：腾冲灯台报春